# Plaza de toros de Valencia de Alcántara
La plaza de toros de Valencia de Alcántara es un inmueble histórico del municipio de Valencia de Alcántara (Cáceres), donde se celebran espectáculos taurinos.Está catalogada como plaza de tercera categoría. Cuenta con un ruedo de 40 metros de diámetro y 3.500 localidades.
El coso, situado en las proximidades del Parque de España, fue inaugurado en 1884 aproximadamente ya que no se conoce fecha exacta de la inauguración.

## Historia

### Construcción
En septiembre de 1877 el vecino de la localidad Pablo Pérez López solicita un terreno municipal para comenzar la construcción del coso.
En 1879 se comienzan las obras a cargo de la "Sociedad constructora de la plaza de toros" que fueron los impulsores de la idea en la cual estaba Pérez López al frente, aunque por falta de recursos económicos del mismo le vende sus partes de las acciones a José Nafrias Magallanes, que es quien se empieza a hacer cargo de la construcción de la misma, finalizando así el 14 de febrero de 1884.

### Inauguración
La fecha exacta de su inauguración así como el cartel que lo componía se desconoce, pero se estima que pudo ser en el año 1884, coincidiendo con la finalización de las obras de construcción.

### Propietarios
Tras la finalización de las obras el coso fue de propiedad privada, llevando a cargo su gestión los promotores de la construcción, Sociedad constructora de la plaza de toros, aunque más adelante todas las acciones fueron vendida y del mismo modo distintas familias de la villa o de fuera pasaron por ser propietario del coso. En 1998 tras diecisiete operaciones de compraventa la plaza de toros pasó a ser de propiedad municipal, comprando así el coso el ayuntamiento de Valencia de Alcántara, el cual sigue siendo su actual propietario.

### Remodelación
En 2010 se realizó unas obras en la plaza de toros en las cuales se le implanto de un callejón, ya que anteriormente no tenía, de 1,30 m de ancho y 1,45 m de altura.

## Características
La plaza de toros actualmente cuenta con un aforo de aproximadamente 3.500 localidades, constando también de dos pisos, de 2500 y de 1000 aforamiento cada uno respectivamente, un ruedo de 40 metro de diámetro, capilla, dos corrales, chiqueros, enfermerías, cuadras para los caballos...

## Estadísticas

#### Toreros qué han tomado la alternativa en la plaza de toros de Valencia de Alcántara
| Nombre             | Fecha                | Toro                         | Padrinos                        | Ref.          |
| ------------------ | -------------------- | ---------------------------- | ------------------------------- | ------------- |
| Alberto de la Peña | 23 de agosto de 1997 | "Tempranero" de Lora Sangrán | Pepe Luis Vázquez y Juan Muriel | [ 12 ] [ 13 ] |
| El Cartujano       | 14 de abril de 2001  | "Espejuelo" de El Torreón    | Manolo Bejarano y Jesús Millán  | [ 14 ] [ 15 ] |

#### Toros indultados en la plaza de toros de Valencia de Alcántara
De acuerdo con el reglamento taurino, en la Plaza de Toros de Valencia de Alcántara se han indultado diferentes toros a lo largo de la historia. Para ello, y según la legislación vigente, se han tenido en cuenta tanto la presentación del toro o trapío así como el comportamiento del animal en todas las fases de la lidia. Estos son los nombres de los toros a los que, por su bravura, se les perdonó la vida en Valencia de Alcántara:
| Ganadería         | Fecha del indulto    | Torero/Diestro         | Ref.          |
| ----------------- | -------------------- | ---------------------- | ------------- |
| Los Espartales    | 15 de mayo de 2015   | Jesús Diez "El Chorlo" | [ 16 ] [ 17 ] |
| José Luis Iniesta | 23 de agosto de 2015 | Juan Carlos Carballo   | [ 18 ]        |

## Festejos taurinos
Actualmente hay dos fechas señaladas en el calendario taurino de Valencia de Alcántara, las cuales son:
Feria de San Isidro: Se celebra en torno al 15 de mayo, suele alberga una corrida de rejones o una novillada con picadores.
Feria de San Bartolomé: Se celebra en la segunda quincena del mes de agosto, suele alberga corrida de rejones o novillada con picadores, aparte de la tradicional suelta de vaquillas
A lo largo del año también se celebran festejos por otras fechas.